# 切爾沃內 (捷爾諾波爾州)
49°22′53″N 24°52′56″E / 49.38139°N 24.88222°E
切爾沃內（羅馬化：Chervone）是位於烏克蘭西南部的村莊，由特諾皮爾州特諾皮爾區的薩蘭丘基市鎮負責管轄。該村始建於1555年，面積0.24平方公里，海拔高度329米，2021年人口1，人口密度每平方公里179.2人。